# Brianne Jenner
Brianne Alexandra Jenner (Oakville, 4 maggio 1991) è una hockeista su ghiaccio canadese.
Ha vinto la medaglia d'oro olimpica nell'hockey su ghiaccio con la nazionale femminile canadese alle Olimpiadi invernali di Soči 2014 e anche la medaglia d'argento nel torneo femminile alle Olimpiadi invernali 2018 di Pyeongchang.
Nelle sue partecipazioni ai campionati mondiali ha vinto una medaglia d'oro (2012) e due medaglie d'argento (2013 e 2015).
Nel 2008 ha vinto il campionato mondiale Under-18.